# Straßen und Plätze in Ludwigshafen am Rhein/YZ

## Yorckstraße
67061 Ludwigshafen-Süd

Theodor Yorck

Die Yorckstraße führt von der Mundenheimer Straße am Yorckhochhaus und an der Walzmühle (Ludwigshafen) und dem Gesundheitszentrum Lusanum vorbei in Richtung Rheinufer.
Theodor Yorck war einer der Gründer des Allgemeinen Deutschen Arbeitervereins ADAV und betrieb später die Vereinigung der deutschen Sozialdemokratie zur SPD.

## Ysenburgstraße
67063 Ludwigshafen-Friesenheim
Die Grafschaft Ysenburg (auch Isenburg) umfasste in ihrer größten Ausdehnung im 18. Jahrhundert Teile des Regierungsbezirks Kassel und Südhessen. Die Ysenburger besaßen in Friesenheim ein Herrengut.

## Zanderstraße
67069 Ludwigshafen-Edigheim
Der Zander (Sander lucioperca, Syn.: Stizostedion lucioperca, Lucioperca sandra), auch Hechtbarsch, Zahnmaul oder Fogasch genannt, gehört zur Familie der Barsche (Percidae) und kommt auch im Rhein vor. 

## Zedernstraße
67065 Ludwigshafen-Mundenheim
Die Zedern (Cedrus) bilden eine Pflanzengattung in der Familie der Kieferngewächse (Pinaceae).

## Zedtwitzhof
67065 Ludwigshafen-Mundenheim

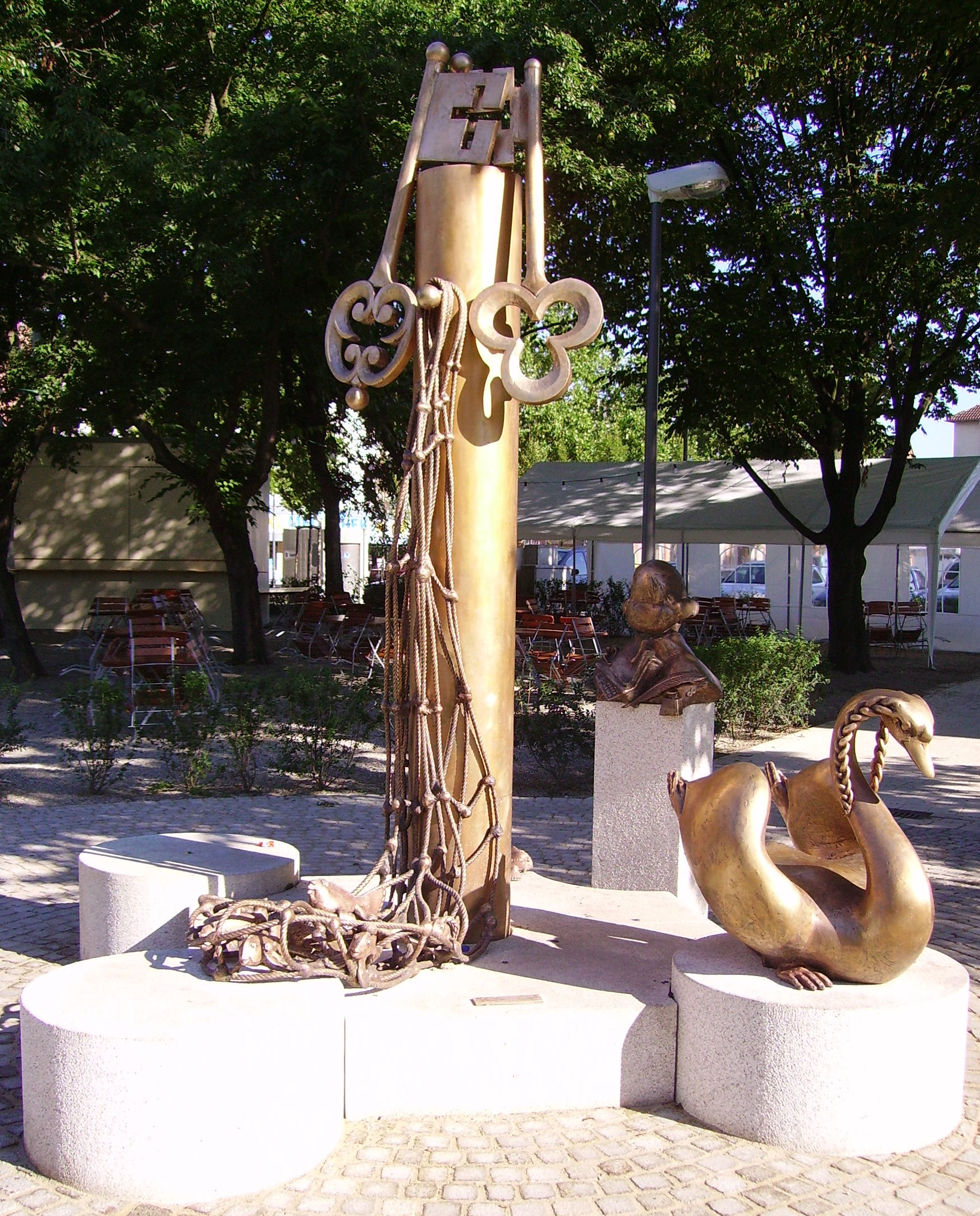
Zedtwitz-Brunnen von Gernot Rumpf

Das Gebiet des ehemaligen Hofguts und Parks in Mundenheim gehörte zum Besitz des Freiherrn Peter Emanuel Freiherr von Zedtwitz und hieß bis 2001 Langemarckplatz, womit an die Schlacht bei Langemarck im Ersten Weltkrieg erinnert werden sollte.

## Zedtwitzstraße
67065 Ludwigshafen-Mundenheim
Zedtwitz ist der Name eines fränkischen und böhmischen Adelsgeschlechts, das nachweisbar seit dem 13. Jahrhundert existiert. Der Freiherr von Zedtwitz zog sich nach Mundenheim auf sein Hofgut zurück, das er 1770 erworben hatte und baute es zu einem Musterbetrieb aus.

## Zehentstraße
Ludwigshafen-Oppau
nach der ehemaligen Oppauer kurpfälzischen Zehntscheuer

## Zellerstraße
67061 Ludwigshafen-Süd
Der Wiener Jurist Carl Zeller wurde mit seiner Operette Der Vogelhändler berühmt.

## Zeppelinstraße
67069 Ludwigshafen-Oppau
Ferdinand Graf von Zeppelin war bekannt als Luftschiffkonstrukteur. Zeppeline flogen schon vor dem Ersten Weltkrieg über Ludwigshafen und riefen große Begeisterung hervor.

## Ziegeleiweg
67063 Ludwigshafen-West

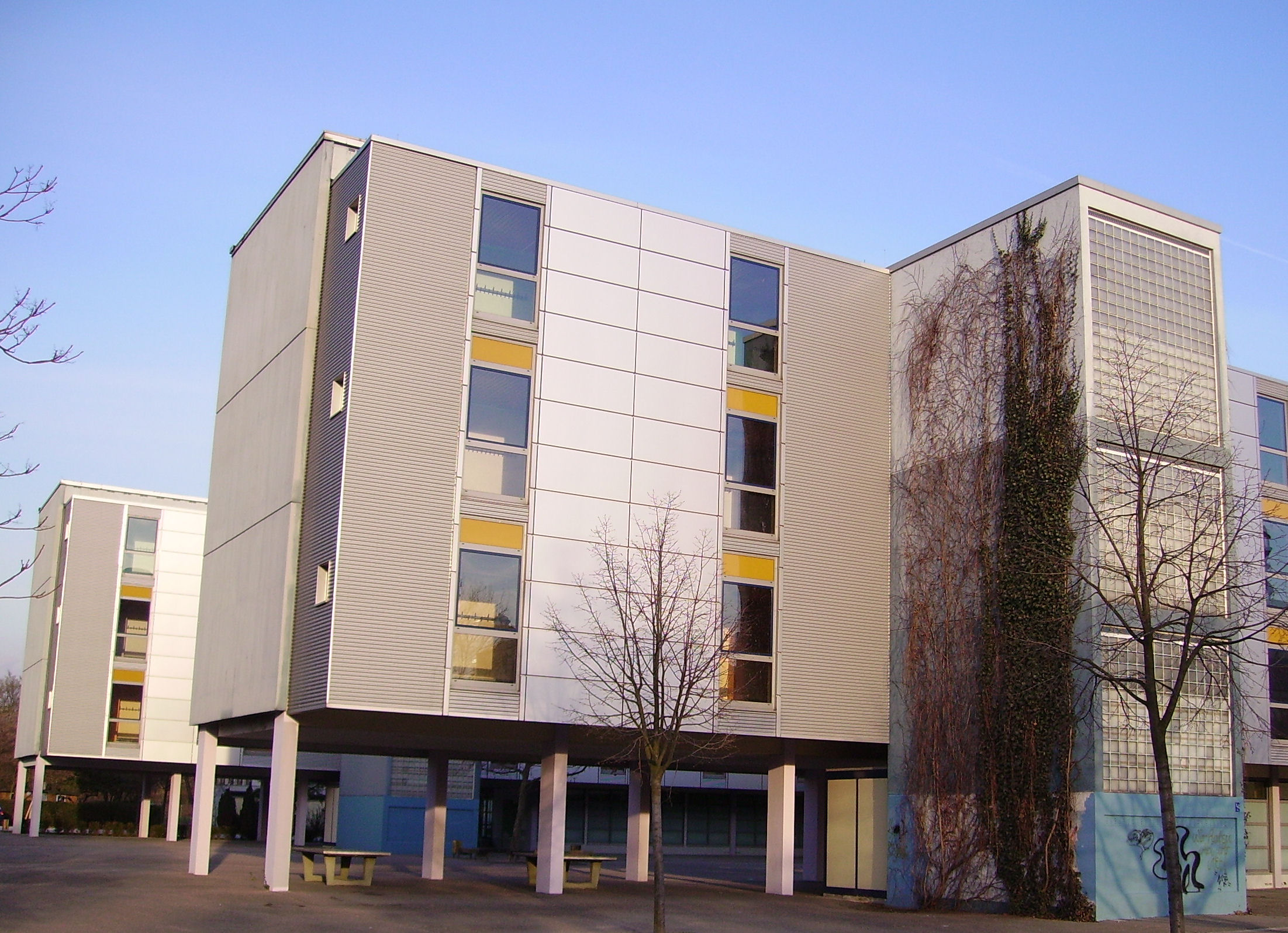
Theodor-Heuss-Gymnasium

Die 1897 gegründeten Ludwigshafener Ziegelwerke Heinrich Holz wurden 1965/66 stillgelegt. Heute stehen auf dem Gelände das Theodor-Heuss-Gymnasium und die Anne-Frank-Realschule.

## Ziegelgasse
67063 Ludwigshafen-Friesenheim
Standort einer ehemaligen Ziegelei

## Zipserstraße
67065 Ludwigshafen-Gartenstadt

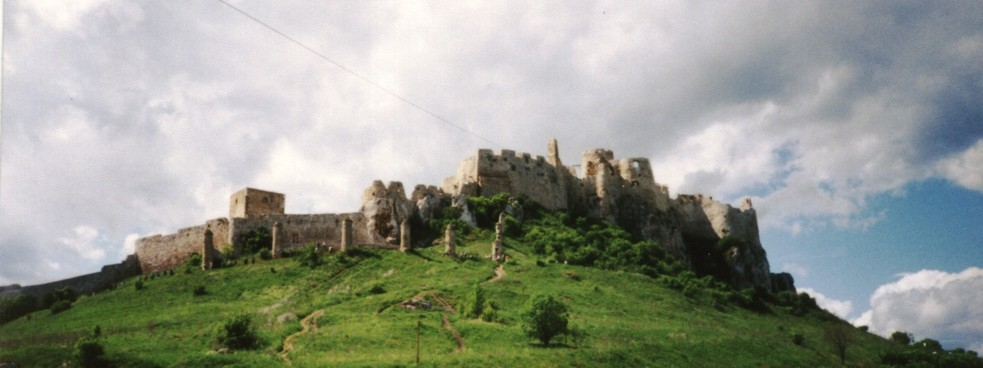
Zipser Burg

Zipser ist eine deutschsprachige Bevölkerungsgruppe in Nordrumänien. Die Zips ist eine Landschaft in der Slowakei (slowakisch: Spis), die bis zum Zweiten Weltkrieg überwiegend von Deutschen besiedelt war. 

## Zollhofstraße
67059 Ludwigshafen-Mitte

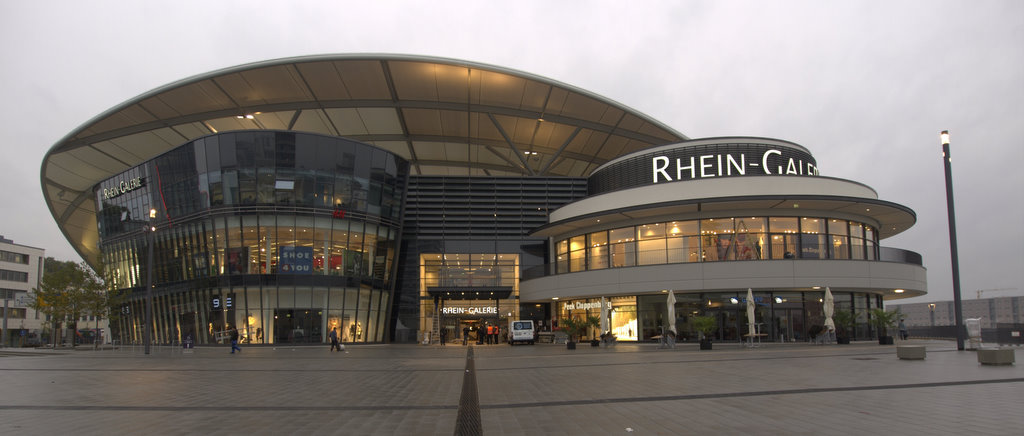
Rhein-Galerie

Die Straße hat ihren Namen vom Zollamt auf dem ehemaligen Hafengelände am Rheinufer. Der Zollhof war vom übrigen Hafengelände abgegrenzt und konnte als Freihafen genutzt werden. 
Auf dem Zollhofgelände wurde 2010 das Einkaufszentrum Rhein-Galerie eröffnet.

## Zum Gutshof
67065 Ludwigshafen-Ruchheim
mehrere Seitensträßchen der Oggersheimer Straße in der Nähe des früheren Gutshofs